# Определённый артикль в болгарском и македонском языках
Определённый артикль используется всего в двух языках славянской группы: болгарском и македонском, максимально схожих между собой. Артикль этот представлен в виде постфикса, который ставится в конце имён существительного или прилагательного, с целью обозначения предмета разговора касательно его контекста. В обоих языках артикль носит название член, а при добавлении его к словам говорят се членува (то есть слово «членуется»).

## Болгарский язык
В болгарском определённый артикль (болг. определителен член) различается в зависимости от рода и числа. Мужской род бывает полным и неполным, в остальных родах полный и неполный члены совпадают.

### Виды в зависимости от рода и числа
| Мужской род       | Женский род | Средний род | Множественное число |
| ----------------- | ----------- | ----------- | ------------------- |
| -ът, -ят (-а, -я) | -та         | -то         | -та, те             |

#### В мужском роде
|         | Твёрдая форма | Мягкая форма |
| ------- | ------------- | ------------ |
| Полный  | -ът           | -ят          |
| Краткий | -а            | -я           |

Разделение мужского артикля на полный и краткий члены в болгарском языке является последствием реформы 1945 года, до которой некоторые диалекты Болгарии использовали только краткий член, а остальные — только полный.
Также в болгарском встречается две формы для обоих членов: твёрдая и мягкая. Различие между ними относится к дореформенной орфографии, когда многие имена существительные носили на конце слов твёрдый и мягкий знаки (ер голям и ер малък), а некоторые прилагательные оканчивались на «й». В таких случаях считалось, что «ь», «й» и гласные были «мягкими» окончаниями, хотя по сути произношение не смягчалось, а все остальные — твёрдыми. Как результат, сегодня большинство слов получили твёрдную форму, но ради избежания ошибки, слово можно перевести на русский, и при обретении в нём мягкого знака или и краткого на конце, поставить правильное ударение (например: ден → «день», а значит денят, български → «болгарский», а значит българският). Тем не менее, этому правилу встречаются и исключения (гълъб → «голубь», но гълъбът), их немного и их стоит просто запомнить.
Таким образом, артикль мужского рода имеет целых четыре вариации в болгарском языке. Некоторые группы имён мужского рода членуются по модели женского или среднего рода: владика — владиката, слуга — слугата, баща — бащата; дядо — дядото, чичо — чичото, гуру — гуруто и др.

##### Полный член
Полный член ставится в случае, если членуемое слово мужского рода является подлежащим (то есть предмет, выполняющий действие) и при переводе на русский язык ставится в именительный падеж. Пример:
- Хлебарят меси тестото («Хлебарь месит тесто») и Вятърът шуми в клоните на дърветата («Ветер шумит ветками деревьев»)
- Мъжът отива на работа («Мужчина идёт на работу»), но не Мъжа отива на работа

##### Краткий член
Полным членам -ът и -ят в мужском роде единственного числа соответствуют краткие члены -а и -я. Краткий член ставится в случае, если членуемое слово является дополнением и при переводе на русский язык ставится в один из косвенных падежей (все, кроме именительного). Пример:
- Докараха брашно на хлебаря («Привезли муку хлебарю») и Момчето слушаше шума на вятъра («Мальчик слушал шум ветра»)
- Работата чака за мъжа («Работа ждёт мужчину»)

##### Особые случаи
1. В вопросительных предложениях правила членования следующие:
Затворен ли е магазинът? (Закрыт ли магазин?), a не Затворен ли е магазина?
2. Полный член ставится в заголовках фильмов, книг и пр., когда встречаются самостоятельно, например: Рибният буквар, Храбрият оловен войник, Железният светилник, Последният мохикан, Пътят към робството. Когда подобный заголовок встречается в предложении и не является подлежащим или именной частью составного именного сказуемого, то пишется краткая форма члена, например:
В книгата «Пътя към робството» Фридрих Хайек разглежда механизма на зараждане на тоталитарната държава. (В книге «Путь к рабству» Фридрих Хайек рассматривает механизм зарождения тоталитарной державы.)
3. Краткий член пишется в некоторых существительных мужского рода, представляющих клички или прозвища, например:
- Добрутро, Калмук! — поздрави го Котомана, макар че беше надвечер. (- Доброе утро, Калмук! — приветствовал его Котоман, хотя был уже почти вечер.)
Калмука не погледна него, а Матаке и рече: (Калмук посмотрел не на него, а на Матаке и сказал:)
- Добре дошел, гостенино! — и пак поглади брадата си. (- Добро пожаловать, гость! — и снова погладил себя по бороде)
(Йордан Йовков, Вечери в Антимовския хан, Баща и син)
4. В краткой форме членуются такие географические имена как Хисаря, Предела, Леденика. В отличие от них Ватикан и Анадол членуются по общему правилу, то есть, в зависимости и роли в предложении:
Ватиканът излезе със съобщение (Ватикан обратился с сообщением). Посетих Ватикана (Посетил Ватикан). Анадолът е особен район (Анадол — особенный район). Прекосих Анадола (Пересёк Анадол).

#### В женском роде
Постфикс определительного члена в женском роде выглядит как -та. К словам, оканчивающимся на -т или -щ (читается как «шт»), постфикс также приписывается в конце слова, отчего получается немного непривычное сочетание -тта или -щта. Пример:
- пролётта (весна), смъртта (смерть), нощта (ночь), мощта (мощь).

#### В среднем роде
Постфикс выглядит как -то. Пример:
- кучето (собака), бебето (младенец), детето (ребёнок), парчето (кусок)

#### В множественном числе
Постфиксы -та или -те. При их употреблении нет никаких особенностей и исключений. Пример:
- кучетата (собаки), хлебарите, кубчетата (кубики)

### Проблемы
В современном болгарском языке часто встречается неверное употребление определительного члена в мужском роде, которое из-за ежедневного неформального письменного общения переходит и в средства массовой информации, и вероятно вызвано элизией (выпадением) согласной «т» в некоторых болгарских диалектах или в жаргоне:
употребляется неполный или краткий член в местах, где ожидается полный. Например:
- Обекта е с климатик. (На объекте есть кондиционер) вместо Обектът е с климатик.

реже употребляется полный член там, где должен быть краткий. Например:
- Не пипайте бижутата на стелажът. (Не трогайте драгоценности на стеллаже) вместо Не пипайте бижутата на стелажа.

Наряду с этим наблюдается тенденция к пропуску определительного члена:
Витоша е сред любимите места за отмор на софиянци. (Витоша — одно из любимых мест отдыха софийцев) вместо …на софиянците.
Въпросът се обсъжда в Министерски съвет. (Вопрос обсуждается в Министерском совете) вместо …в Министерския съвет.
Проектът се финансира от Европейски съюз (Проект финансируется Европейским союзом) вместо …от Европейския съюз.

### Исторические перспективы
Как в прошлом, так и до сих пор правило различения полного и краткого члена в болгарском правописании является объектом спора языковедов. Несмотря на то, что в современных болгарских говорах не различаются формы краткого и полного члена, разница в их употреблении всё же существует. Из-за этого в литературном болгарском языке появилось так называемое «синтаксическое правило», определяющее, какая форма члена должна употребляться в зависимости от функции слова в предложении.
Впервые различие между краткой и полной формой члена в зависимости от синтаксической функции ввёл Неофит Рильский в своей «Болгарской грамматике», 1835 г., где в своём стремлении объединить различные употребления членного постфикса в болгарских диалектах вывел следующее правило:
- У имён мужского рода единственного числа пишется член -о в именительном падеже, -а — в родительном падеже, и -атъ — в винительном падеже.

До конца XIX века подобное правило применялось и при членовании имён женского рода, где в винительном и родительном падежах формы -та и -тя менялись на -тѫ и -тѭ соответственно. Однако, Дриновская и Каравеловата школы правописания используют только полный член в именах мужского рода.
Первое официальное правописание болгарского языка санкционировало употребление определительного члена в том виде, в котором оно существует сейчас. В 1921 г. оно было отменено реформой правописания БЗНС в пользу «эвфоничного» правила, которое диктовало, что полный член должен использоваться только перед словами, начинающимися на гласную. С падением режима БЗНС в 1923 г. вся реформа правописания была отменена и синтаксическое правило было возвращено. В первоначальном проекте реформы правописания правительства Отечественного фронта 1945 года полный и краткий определительные члены были уравнены, и было разрешено их взаимозаменять. Результаты этой реформы можно увидеть в поэзии и разговорной речи. Впоследствии всё же было решено оставить синтаксическое правило.
Несмотря на то, что сейчас синтаксическое правило является общепринятым, оно из раза в раз подвергается критике некоторых болгарских языковедов, таких как Бенё Цонев, Стефан Младенов и Петыр Пашов. В то время как одни предлагают избавиться от полного определительного члена, другие требуют снова заменить синтаксическое правило на эвфоничное.

## Македонский язык
В македонском языке, в отличие от болгарского, не существует полной и краткой форм мужского члена, зато для всех родов помимо привычной также встречаются так называемые «близкая» и «далёкая» формы, используемые исключительно в повседневной речи. Разницу между ними составляет отношение субъекта к предмету определения, что в свою очередь исключает добавление приставок «тот» и «этот» в контекст разговора, как это делается в большей степени в болгарском, а также во всех остальных славянских языках.
|                         | Нейтральная (книжная) форма | Близкая форма | Далёкая форма |
| ----------------------- | --------------------------- | ------------- | ------------- |
| Мужской род             | -от                         | -ов           | -он           |
| Женский род             | -та                         | -ва           | -на           |
| Средний род             | -то                         | -во           | -но           |
| Множ. числа (мж и ж/ср) | -те/-та                     | -ве/-ва       | -не/-на       |

Например:

— Ова е мојот другар. («Это — мой друг.») Е добриов другар од школа. («Он хороший друг со школы.»)

— Како тој стана твојон другар? («Как он стал твоим другом?»)

— Е долга приказна. («Это долгая история.»)

В первом случае объект разговора вводится в контекст, его отношение нейтрально. Во втором — проводится уточнение близости. В третьем — заданный вопрос подчёркивает дальность собеседника по отношению к объекту. В последнем — речь идёт об ещё не рассказанной истории, соответственно, определение отсутствует.